# Mötet i Linköping 1495
Mötet i Linköping 1495 var en sammankomst som hölls i Linköping för att diskutera och besluta om Sveriges angelägenheter. Det inleddes i mars 1495 och avslutades samma månad.
Kung Hans hade i november 1493 slutit ett förbund med Ryssland riktat mot Sverige. I det allmänna mötet i Linköping gav rikets råd och män sitt stöd till Sten Sture och uttalade sin enighet mot ryssar och andra rikets fiender. 